# Albert de Theux de Meylandt
Graaf Albert Marie Joseph de Theux de Meylandt et Monjardin (Brussel, 21 november 1853 - aldaar, 6 december 1915) was een Belgisch politicus. Hij was burgemeester van Heusden, provincieraadslid van Limburg en volksvertegenwoordiger.

## Biografie
Albert de Theux de Meylandt was een telg uit de familie De Theux. Hij was de enige zoon van politicus en staatsman graaf Barthélémy de Theux de Meylandt en groeide samen met zijn vier zussen op in het Kasteel Meylandt.
Na de dood van zijn vader in 1874 trad hij in de politiek. In 1875 werd De Theux verkozen in de Limburgse provincieraad en in 1892 ruilde hij zijn zitje in de provincieraad in voor een zetel in de Kamer van volksvertegenwoordigers. Hij bleef parlementslid tot in 1908.
In 1879 werd hij burgemeester van Heusden na de plotse dood van Jan Michel Huybrechts die het ambt gedurende 44 jaar had bekleed. De Theux bleef in functie tot aan zijn dood in 1915. Tijdens de 36 jaar van zijn burgemeesterschap werden in het dorp verscheidene katholieke scholen opgericht, werden de tramlijnen naar Leopoldsburg en Hasselt aangelegd en werd een nieuw gemeentehuis gebouwd dat ter gelegenheid van zijn zilveren ambtsjubileum in 1904 werd ingehuldigd.
In 1888 trouwde De Theux in Brussel met barones Marie Goffinet (1860-1938), dochter van baron Adrien Goffinet, luitenant-generaal en secretaris van koning Leopold II en koningin Maria Hendrika, en zus van baron Constant Goffinet en baron Auguste Goffinet. Het paar kreeg geen kinderen.